# EnenKio
Le royaume d'EnenKio est une revendication séparatiste de l'atoll de Wake, une zone non incorporée des États-Unis, également revendiqué par les îles Marshall. Le royaume cherche, de 1994 à 2011, à être reconnu comme État souverain de la Micronésie.
EnenKio est le nom en marshallais de l'atoll, il s'écrit aussi Enen-kio, ce qui signifie l'« Île à la fleur orange ».

## Histoire
Le royaume d'EnenKio est proclamé en 1994 par Murjel Hermios. Après sa mort en décembre 1998, son frère Remios revendique le titre d'Iroijlaplap. Les réclamations se fondent sur une soi-disant loi orale marshallaise selon laquelle les premiers habitants ou leurs descendants choisissent un royaume pour leur nouveau territoire.
Le 23 avril 1998, le gouvernement des Îles Marshall publie la Circular Note 01-98 rejetant fermement les demandes du royaume d'EnenKio et du dominion de Melchizedek :
Les inventeurs et les représentants sont à peu près les mêmes que ceux du dominion du Melchizedek, autre revendication d'un territoire des îles Marshall. De même, ces personnes revendiquent aussi Poyais, un État fictif dans les Caraïbes, revendiqué lors du XIXe siècle en Europe par Gregor MacGregor, imposteur qui se disait général des guerres d'indépendance en Amérique du Sud.
Comme les lois traditionnelles n'ont plus de pertinence, l'obtention de la citoyenneté peut passer par une adhésion à un "groupe de défense privé indépendant" avec un droit d'entrée allant de 500 à 10 000 $,. Au même titre que le dominion du Melchizedek, EnenKio est considéré comme une arnaque par Quatloos.com,.
Selon une enquête de Network Solutions, le nom de domaine "enenkio.org", qui servait à promouvoir les revendications, était sécurisé par la compagnie japonaise GMO Internet le 6 juin 2011. Mais le 5 décembre 2011, il conduisait vers un site pornographique japonais.